# ريتشارد بودو
ريتشارد بودو (بالمجرية: Bodó Richárd)‏ مواليد 13 مارس 1993 في المجر، هو لاعب كرة يد مجري يلعب كظهير أيسر. مثل منتخب المجر لكرة اليد.

## سجل المنافسة
شارك في البطولات التالية:
- بطولة أوروبا لكرة اليد للرجال 2016